# Synaptogenese
Die Synaptogenese (Synapse griechisch σύν syn 'zusammen'; ἅπτειν haptein 'greifen, fassen, tasten'; Genese griechisch γένεσις genesis ‚Geburt', ‚Ursprung', ‚Entstehung') bezeichnet die Entstehung oder Bildung neuer Synapsen an einer Nervenzelle. Die Synaptogenese ist zusammen mit der Synapseneliminierung Grundlage für die lebenslange Plastizität des Gehirns.

## Allgemeines
Die Mehrzahl der Nervenzellen bzw. Neurone entwickelt sich pränatal durch Zellteilung und anschließende Migration. Die Synaptogenese dominiert besonders im letzten Drittel der Schwangerschaft und in der postnatalen Phase. Bei der Geburt besitzt der Mensch dementsprechend bereits 100 Mrd. Neurone. Diese bauen mithilfe von Synapsen Verbindungen zueinander auf, wobei zunächst sehr viel mehr Synapsen entstehen als tatsächlich nötig sind. Daraufhin kommt es zu einer erfahrungsabhängigen Elimination von Synapsen. Die Synapsenbildung und -eliminierung erreicht, je nach Hirnregion,  zu unterschiedlichen Zeitpunkten ihre Hochphase. Im visuellen Kortex findet sich der Höhepunkt der Synapsenbildung beispielsweise im ersten Lebensjahr. Der frontale Kortex, der unter anderem für die Handlungsplanung zuständig ist, bildet erst im Laufe des Vorschulalters adäquat Synapsen aus, dieser Prozess kann bis ins Jugendalter hin andauern.